# ラクスジェン・7SUV
ラクスジェン・7SUV（Luxgen 7SUV ）は台湾の自動車メーカー・裕隆汽車がラクスジェンブランドで発売するクロスオーバーSUVである。
本項では改良モデルのラクスジェン・U7ターボ（Luxgen U7 TURBO ）、ラクスジェン・U7ターボ　エコハイパー（Luxgen U7 TURBO ECO HYPER ）についても併せて説明する。

## 概要
裕隆汽車は2009年に独自のプレミアムブランドである「ラクスジェン」を立ち上げ、ラクスジェン・7MPVを同年9月にブランド初のモデルとして登場させた。SUVはその第二弾として同車をベースに2010年6月に登場した。
2011年7月、「7SUV」のスポーツモデルとして「スポーツ+」登場。メカニズムはベースと共通だが、エアロパーツやスポーツシート等で差別化されている。
2013年9月30日、エクステリアをメインに大幅改良。同時に名称が「U7 TURBO」に変更された。
2015年7月7日、マイナーチェンジ。車名が「U7ターボ　エコハイパー」に変更された。エンジンは排気量こそ2.2Lに変わりはないが、ロングストローク化による出力と燃費向上の両立を実現させている。また、サスペンションのセッティングを大幅に見直すことで、操安性と乗り心地の向上を図っている。尚、開発には水野和敏が参画している。

尚、中国市場においても東風裕隆を通じて「大7 SUV」の車名で販売される。

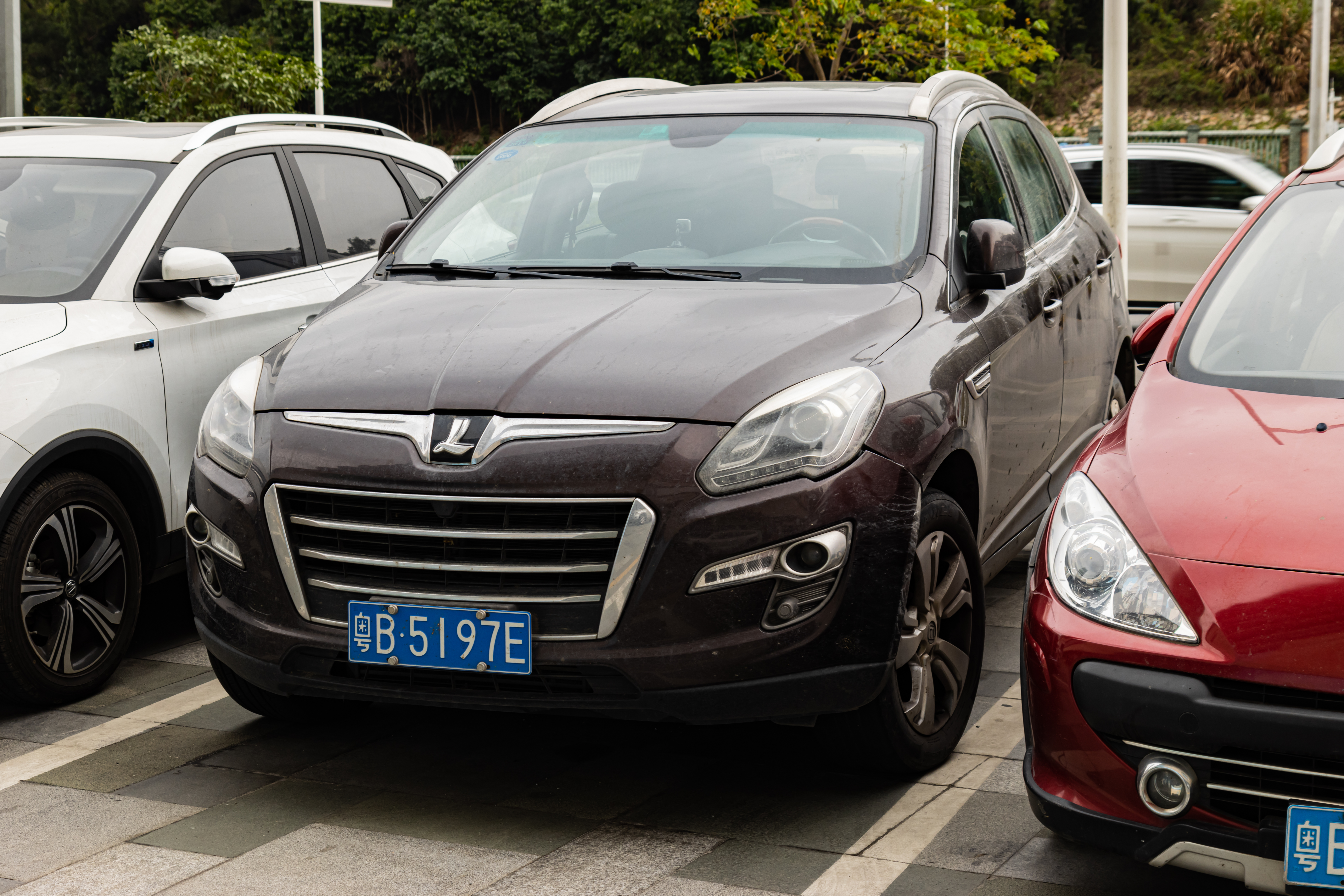
ラクスジェン U7 ターボ (中国仕様)

## メカニズム
ベースとなったMPV同様にルノー・エスパスと共通のプラットフォームを採用し、2.2リッターエンジンにハネウェル製「ギャレット」タービン内蔵のターボチャージャーを組み合わせるが、一部グレードには新たに前後トルク配分型の4WDも設定されている。ミッションは全車アイシンAW（現:アイシン）製5速ATを搭載。安全面ではデュアルサイドカーテンエアバッグやESCなどを標準装備している。 
装備面ではヒーター&空調機能付きレザーシートを備え、オーディオはクラリオン製ヘッドユニットにJBL製スピーカーの組み合わせている。また、クラスで唯一のパワーテールゲートを標準装備とした。